# Il prigioniero fortunato
Il prigioniero fortunato (« Le Prisonnier heureux ») R.346.36, est un dramma per musica en trois actes du compositeur italien Alessandro Scarlatti sur un livret de Francesco Maria Paglia, créé le 14 décembre 1698 au Teatro San Bartolomeo de Naples. Le compositeur a dédié l'œuvre à la Signora D. Caterina di Silva Sandoval y Mendoza. À l’automne 1699, l'opéra est repris : Florence, au teatro del Cocomero et il subit quelques modification pour sa reprise à Mantoue.
L'ouverture à l'italienne en trois parties, où deux Allegros encadrent un Lento de tonalité différente, met en évidence les couleurs de l'orchestre scarlattien. Les personnages évoluent dans huit décors différents au cours de l'opéra. Les arias sont toutes da capo, favorables à la mise en valeur de différentes combinaisons d'accompagnements avec violon, alto, hautbois, flûte, trompette, violoncelle, deux luths et deux clavecins (typique des orchestres napolitains). Pour la conclusion, Scarlatti réunit sept voix pour un bref ensemble.

## Rôles
| Rôle                                      | Type de voix      | Distribution à la création                  |
| ----------------------------------------- | ----------------- | ------------------------------------------- |
| Elvira, sœur d'Aceste, roi de Sicile      | soprano           | Antonia Merzari                             |
| Emilia, sœur d'Arconte, éprise de Clearte | soprano           | Maria Maddalena Musi, « la Mignatti »       |
| Aceste, roi de Sicile, épris d'Elvira     | ténor             | Francesco Sandri                            |
| Arconte, roi de Sardaigne                 | soprano castrat   | Nicolò Grimaldi, « il Nicolino »            |
| Clearte, Général favori d'Arconte         | contralto castrat | Luigi Albarelli, « il Luigino »             |
| Evandro                                   | soprano castrat   | Domenico Sarti                              |
| Lucilla                                   | ténor travesti    | Antonio Predieri                            |
| Delbo                                     | basse             | Giovanni Battista Cavana                    |
| Doricle                                   | soprano           | Maria Maddalena Manfredi, « la Contralora » |

## Manuscrit
- Naples, Conservatorio di Musica San Pietro a Majella I-Nc (Rari 7.1.14)[2]